# Huara grossa
Huara grossa là một loài nhện trong họ Amphinectidae. Loài này phân bố ở Aucklandeilanden.